# Стефановская площадь
Стефа́новская пло́щадь (коми Стефановскӧй изэрд) — площадь в Сыктывкаре, архитектурный ансамбль, композиционное ядро старой части столицы Республики Коми, исторически сложившийся центр города. Находится на пересечении улиц Коммунистической (ранее Трёхсвятительской) и Ленина (ранее Троицкой).

## Название
Площадь названа в XIX веке в честь Стефана Пермского, святителя коми-зырян. В 1918 году к первой годовщине Октябьской революции площадь получила название Красной, в 1961 году в честь 40-летия Коми АССР переименована в Юбилейную, в 1992 году ей возвращено первоначальное название. 

## История

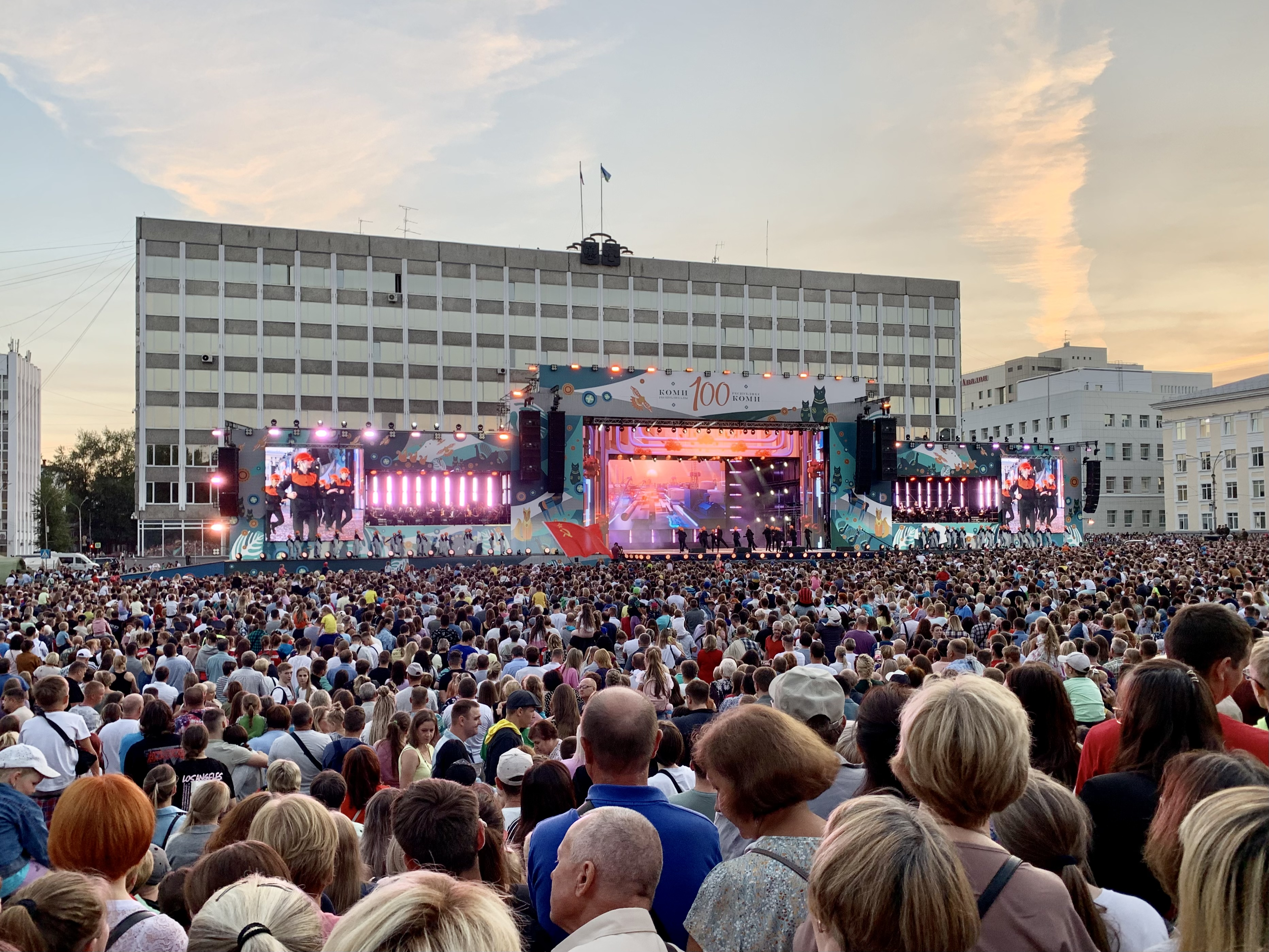
Празднование столетия Республики Коми

Размеры и конфигурация площади определены первым генеральным планом города, утверждённым Екатериной II в 1784 году. В 1856 году на площади началось строительство Стефановского собора, продлившееся в перерывом до 1883 года. Собор простоял на площади до 1932 года и был разрушен. На месте собора была установлена доска почёта, а затем гранитный памятник Ленину и трибуна.
Здания, которые окружают площадь сегодня, были построены в 1960 — 1980 годах. В 2015 году перед зданием национального банка был установлен памятник рублю, в 2019 запущена работа фонтанов.
Стефановская площадь является местом для проведения различных мероприятий: на новогодние праздники устанавливается главная ёлка города и ледовый городок, 9 мая на площади проходит парад, в течение года проводятся ярмарки и концерты.